# Arrossegar i deixar anar
Arrossegar i deixa anar (drag and drop) és un terme en informàtica que es refereix a l'acció d'arrossegar i deixar anar al damunt d'un objecte receptor, amb el ratolí, objectes seleccionats d'una finestra. Els objectes arrossegats són habitualment arxius, però també poden ser arrossegats altres tipus d'objectes en funció del programa. L'objecte receptor pot ser per exemple, la paperera, una icona de carpeta, una altra finestra, o un altre objecte preparat per a aquesta funció.
Si el receptor és un contenidor l'operació més usual és afegir l'objecte arrossegat al contingut. Si el receptor és un programa l'operació més usual és engegar el programa per editar o visualitzar el document que li llencen.
Un exemple és arrossegar i deixar anar entre dues finestres d'un gestor d'arxius per a moure'ls de directori, o arrossegar i deixar anar arxius de música sobre un reproductor per escoltar-los o posar-los a la llista de reproducció del programa.
Els objectes que poden ser arrossegats depenen del programa o finestra que els allotja. Igualment, l'efecte de deixar anar objectes sobre una finestra o programa depèn del receptor dels objectes. Habitualment quan s'estan arrossegant objectes entre finestres la icona del ratolí canvia per indicar quina acció es produirà si es deixen anar, o es mostrarà un símbol similar al de prohibit indicant que l'acció de deixar anar els objectes no produirà cap resultat.